# Weseben
Weseben is een bestuurslaag in het regentschap Belu van de provincie Oost-Nusa Tenggara, Indonesië. Weseben telt 694 inwoners (volkstelling 2010).